# Ритон (дуэт)
Ритон — болгарский дуэт из Софии. Исполняет музыку в стиле поп.

## Основание
Основан Здравко Желязковым и Екатериной Михайловой в 1977 году, как «Студия-2» (до 1979 года) во время их обучения и знакомства в Болгарской консерватории (оба обучались на эстрадном отделении). В дуэте известны мононимно, как Здравко и Катя.
Летом после первого года обучения они вышли качестве солистов на экзамен в Государственную комиссию по категоризации исполнителей, поскольку без этого в то время ни один исполнитель не имел права работать профессионально. Они получают максимально возможное: «1-е соло» — первая награда, первый успех! В то время в Доме молодёжи «Лиляна Димитрова» работает студенческая группа «Тонус», составленная известными музыкантами. Катя и Здравко приглашены туда солистами. Участие в основном начинается в студенческих балах и во всех мероприятиях, организованных Домом молодёжи. Помимо, вокала, Катя также играет на фортепиано в группе.
Получив одобрение от декана консерватории на государственном экзамене, они становятся дуэтом, причём единственным, кто сделал такой шаг в истории Музыкальной академии.

## Карьера
Первые выступления в качестве дуэта варьете входят в разнообразные программы элитных заведений, на курортах на побережье Чёрного моря и в Софии (1977-1979). В этот период в программах принимают участие многие иностранные певцы и артисты балета. Польский менеджер любит Катю и Здравко и отправляет приглашение в Болгарское агентство импресарио. В то же время известный болгарский композитор Тончо Русев также услышал молодых певцов и пригласил их на беседу. Он познакомил их с молодым композитором и аранжировщиком Иваном Кутиковым (в настоящее время продюсером, композитором и аранжировщиком в Лос-Анджелесе), который на тот момент являлся самым современным, молодым артистом в болгарской поп-рок-культуре. Кутиков обещает и принимает музыкальное производство «Ритон» (он создал более 100 песен до отъезда в США). На следующий день четверо встречаются снова, чтобы прояснить стратегию. По словам Тончо Русева, дуэт решает принять приглашение из Польши для постановки сценической рутины, самой важной для молодых исполнителей. Далее следуют Краков, Познань, Варшава, Щецин — города с лучшими театрами-варьете в Польше, где «Ритон» поёт и танцует с 40 балеринами в течение 11 месяцев. Это первый раз, когда они видят представителей советского Госконцерта. В конце 1978 года они вернулись в Болгарию и 23 декабря сыграли свадьбу.
Между тем, в Польше «Дирекция Импресарио» в Софии получает приглашение для «Ритона» из «Госконцерта» в Москву для участия в международной концертной программе «Мелодия Друзей», которая выезжает во все престижные концертные залы в бывшем СССР в феврале, марте и апреле 1979 года. Молодой дуэт очень серьезно относится к этому обязательству, а не напрасно, потому что «Мелодия Друзей» действительно вступает в большую концертную программу с исполнителями со всего мира. Они несколько раз выходят на сцену 16-тысячного зала «Лужники» по приглашению Максима Дунаевского, чтобы исполнить его песню «Три мушкетёра» из одноименного фильма. Их приглашают на все телепрограммы, берут интервью на радио, они распространяются в таких журналах, как «Огонёк», «Советская эстрада и цирк», «Сегодня и завтра», газета «Правда» и другие. После окончания международного тура дуэт получает от Госконцерта приглашение на следующую международную программу «Песни лета» в июне, июле и августе того же года с удвоенным увеличением гонорара. Вернувшись в конце апреля, начали студийную сессию с Кутиковым с двумя песнями с оркестром «София». Готовые песни («Первый урок» и «Солнце позволяют мне сиять») после месяца помещаются на радио и быстро становятся любимыми у тысяч людей.
Тем не менее, ещё никто не видел дуэта «Ритон», никто не знает подробностей о нём. Тома Спрастанов (телеведущий и радиоведущий) получает письма в своих «Пульсирующих нотах», в которых слушатели спрашивают у него информацию о встрече с болгарским дуэтом, о которой он узнал из советской прессы. Печатные СМИ того времени, с задержкой в несколько месяцев, также начали писать о Кате и Здравко. Молодой дуэт поражает всех своим видением, костюмами, искренностью их трансляции и, самое главное, идеальным исполнением 32-тактного степа, которому они обучались и совершенствовали в Польше. В течение короткого времени они становятся фаворитами публики, залы, в которых они участвуют, переполнены, участие становится бесконечным, по всей Болгарии создаются фан-клубы.
Этот начальный период является самым важным для успешной карьеры «Ритона»: учитывая бесценный опыт самых известных авторов болгарской музыки — Тончо Русева, Мориса Аладжема, Зорницы Поповой, Ивана Пеева, Ивана Кутикова и других, формируют сбалансированные и ценное присутствие в болгарской культуре, а именно преданность профессии и обожание аудитории! В первую очередь композитор Зорница Попова решила принять участие в фестивале, голосуя в уверенности молодого дуэта «РИТОН». Песня называется «Девочка Бургаса». Она была представлена на фестивале «Бургас и море» в 1980 году. Песня стала участвовать в конкурсе. Зорница дает им новую песню, которая становится их первым болгарским хитом — «Вам нужно подождать». В 1983 году на международном конкурсе песни «Песни для моря» в Ростоке, Германия, получили Третий приз жюри и Вторую премией зрительских симпатий.
В 1985 году Болгарское национальное радио представило Гала-концерт «Восемь песен в студии» в Гаване, Куба (третья премия). Песни, которые исполняет дуэт на весеннем конкурсе, присуждаются: Вторая премия за песню «Южный ветер» (1984; Иван Пеев), Третий приз — «Сезон любви» (1984; Янько Миладинов), Первая премия — «Исповедь» (1987; Иван Пеев). Песня «Где мои глаза видят тебя» объявлена «Мелодией года» в 1990 году. Концертные выступления дуэта сопровождаются группой «Аэробик» с 1986 года, которая включает 7 туров в России, Германии, Румынии, Чехии, Венгрии, Сербии, Сирии, Кипре и Греции. В то время они встретили молодого Филиппа Киркорова, помогая ему с аранжировками его песен. В середине 1990-х годов они сотрудничали с Александром Кипровым, Денни Драгановым и Чочо Владовским, их песня «Огонь и дым» выиграла Гран-при «Золотой Орфей» (1997) и 2-й приз на «Интерфесте» в Македонии. В том же году песня «Пиратский корабль» получила 1-ю премию на конкурсе «Бургас и море». Их часто приглашают друзья Алла Пугачёва и Филипп Киркоров в Россию, где они продолжают пользоваться большой популярностью. В 1998 году они получили специальную награду от Союза музыкантов «Золотого Орфея» за песню «С друзьями лучше». В 2001 году «Ритон» был выбран в качестве дуэта года в «Мело ТВ Мания». Также они являются первыми поп-исполнителями Болгарии, которые выпускают двойной DVD: 1-я часть содержит лучшие видеоклипы, а другая — концертные записи. В 2005 году они приняли участие в юбилее композитора Кирилла Икономова и исполнили свою новую песню «Дайте шанс».
В 2012 году отметили 35-летие творческой деятельности на сцене с большим концертом в зале Первого Национального дворца культуры и новым двойным альбомом «Две звезды».
В 2017 году отметили 40-летие творческой деятельности.

## Дискография
- Първи сингъл-1980 г.
- Дългосвиреща винилова плоча с 12 песни:”Прегърни ме” – 1981 г.
- Дългосвиреща винилова плоча с 12 песни:„Дует Ритон” – 1983 г.
- Сингъл:”Песни от Атанас Косев” – 1984 г.
- Сингъл:”Песни от Любен Цветков” – 1985 г.
- Дългосвиреща винилова плоча с 12 песни: ”Брак по любов” – 1985 г.
- Дългосвиреща винилова плоча с 12 песни: ”Накъдето ми видят очите” – 1987 г.
- Неиздаден албум с 12 песни – 1989 г.
- Албум с 12 песни на CD: ”Хитовете на дуетРитон” – 1990 г.
- Албум с 12 песни на CD: ”Най, най, по-най” – 1992 г.
- Албум с 12 песни на CD: ”Джалма” – 1994 г.
- Албум с 12 песни на CD: ”The Best” – 1996 г.
- Албум с 12 песни на CD: ”Болка от любов” – 1998 г.
- Албум с 28 песни на VHS: ”Купете сърцата ни” – 2000 г.
- Албум с 12 песни на CD: ”Цяла нощ” – 2001 г.
- Албум с 24 песни на DVD: ”Избрани видео-клипове” – 2004 г.
- Албум (двоен) с 24 песни на CD: ”Две звезди” – 2007 г.